# Zelene (Bakhtxissarai)
|  | Per a altres significats, vegeu «Zelene». |

Zelene (en ucraïnès: Зелене) és un poble de la República Autònoma de Crimea, a Ucraïna, que el 2014 tenia 280 habitants. Pertany al districte de Bakhtxissarai. Fins al 1945 la vila es deia Tatar-Osman.